# Ildefonso Díez de Rivera
Ildefonso Díez de Rivera y Muro (Granada, 24 gennaio 1777 – Valencia, 26 gennaio 1846) è stato un politico spagnolo.

## Biografia
Ildefonso Díez de Rivera nacque a Granada il 21 gennaio 1777. È stato ministro degli esteri dal 27 aprile 1836 al 15 maggio 1836 nel Governo di Miguel Ricardo de Álava y Esquível.
È stato Presidente del Consiglio dei ministri del Regno di Spagna dal 10 marzo 1837 al 3 aprile 1837.
Dal 17 giugno 1842 al 9 maggio 1843 ha assunto nuovamente l'incarico di ministro degli esteri nel Governo di José Ramón Rodil y Campillo.
Fece parte della Massoneria.